# Leona Neumannová
Pour les articles homonymes, voir Léona.
Leona Neumannová est une joueuse volley-ball tchèque, née le 14 août 1987 à Rokytnice nad Jizerou. Elle mesure 1,79 m et joue au poste de réceptionneuse-attaquante. 

## Clubs
| Club                  | De        | À         |
| --------------------- | --------- | --------- |
| SK Ješzědská Liberec  | 2002-2003 | 2002-2003 |
| VK TU Liberec         | 2003-2004 | 2009-2010 |
| Slavia Praha          | 2010-2011 | 2011-2012 |
| Dauphines Charleroi   | 2012-2013 | 2012-2013 |
| Allgäu Team Sonthofen | 2013-2014 | 2013-2014 |
| Köpenicker SC         | 2014-2015 | 2014-2015 |
| Volley Top Luzern     | 2015-2016 | …         |